# کیم یونگ چول (بازیگر)
کیم یونگ چول (کره‌ای: 김영철؛ زادهٔ ۲۵ فوریه ۱۹۵۳) بازیگر اهل کره جنوبی است. یکی از اولین کارهای او، لبخند سفید (۱۹۸۱) بود. کارهای شاخص او شامل امپراتور وانگ گون (۲۰۰۰–۲۰۰۲)، یک زندگی زیبا (۲۰۰۵) و آیریس (۲۰۰۹) است. از آثار دیگری که در آنها ایفای نقش کرده‌است می‌توان به عشق شاهزاده خانم (۲۰۱۱)، مرد بی‌گناه (۲۰۱۲)، آیریس ۲: نسل جدید (۲۰۱۳)، جانگ یونگ شیل (۲۰۱۶)، ذهن‌های جنایتکار (۲۰۱۷)، کشور من (۲۰۱۹) و پادشاه اشک لی بانگ وون (۲۰۲۱) اشاره کرد.